# Burgstall Altenburg (Niederösterreich)
Der Burgstall Altenburg ist eine abgegangene Höhenburg auf dem Altenburger Kogel im südlichen Niederösterreich bei der Ortschaft Rotheau im Bezirk Lilienfeld.

## Geschichte
Erbaut wurde Altenburg durch Konrad von Hohenstaff, nachdem er und sein Bruder Leutold ihren alten Stammsitz, die Staffburg bei St. Veit an der Gölsen verloren hatten. Herzog Leopold VI. hatte diese nämlich schleifen lassen und den Staff Stift Lilienfeld geschenkt. Mit dem Bau von Altenburg wurde Konrad von Hohenstaff (später bekannt als Konrad von Altenburg) der Begründer des Geschlechts der Altenburger.
Die Brüder und ihr Geschlecht bewohnten ihren neuen Sitz jedoch nur für kurze Zeit. Nach ihrer Errichtung im frühen 13. Jahrhundert, war sie bereits Anfang des 14. Jahrhunderts eine Ruine. Dies kam daher, weil die Altenburger 1261 Burg Wildegg durch eine Heirat erhalten hatten und dahin umzogen. Die Nachkommen Leutolds von Hohenstaff/Altenburg lebten ebenfalls nicht auf Altenburg, da sie mit der Errichtung der Burg Hohenberg ihr eigenes Adelsgeschlecht, das der Hohenberger begründet hatten.
Spätestens gegen Ende des 14. Jahrhunderts war Altenburg nicht mehr im Besitz des Ministerialgeschlechts Hohenstaff-Altenburg-Hohenberg.
Für das Jahr 1386 ist bekannt, dass Hans der Alachter den Meierhof unter der Altenburg an Ulrich von Pergau verkauft hatte.
Die Aufzeichnungen über Altenburg enden 1388.
Stift Lilienfeld hatte um diese Zeit Altenburg als Ruine erhalten, jedoch ließen sie die Mönche des Klosters bis zum völligen Verschwinden der Mauern weiter verfallen.
Von 1860 bis 1901 war der Burgstall im Besitz der Familie Enk. Später wurde er von der Familie Singer übernommen. Diese verkaufte ihn 1930 an die Kinderfreunde.
1947 kam der Burgstall an die Landesgruppe Niederösterreich der SPÖ Freie Schule Kinderfreunde.

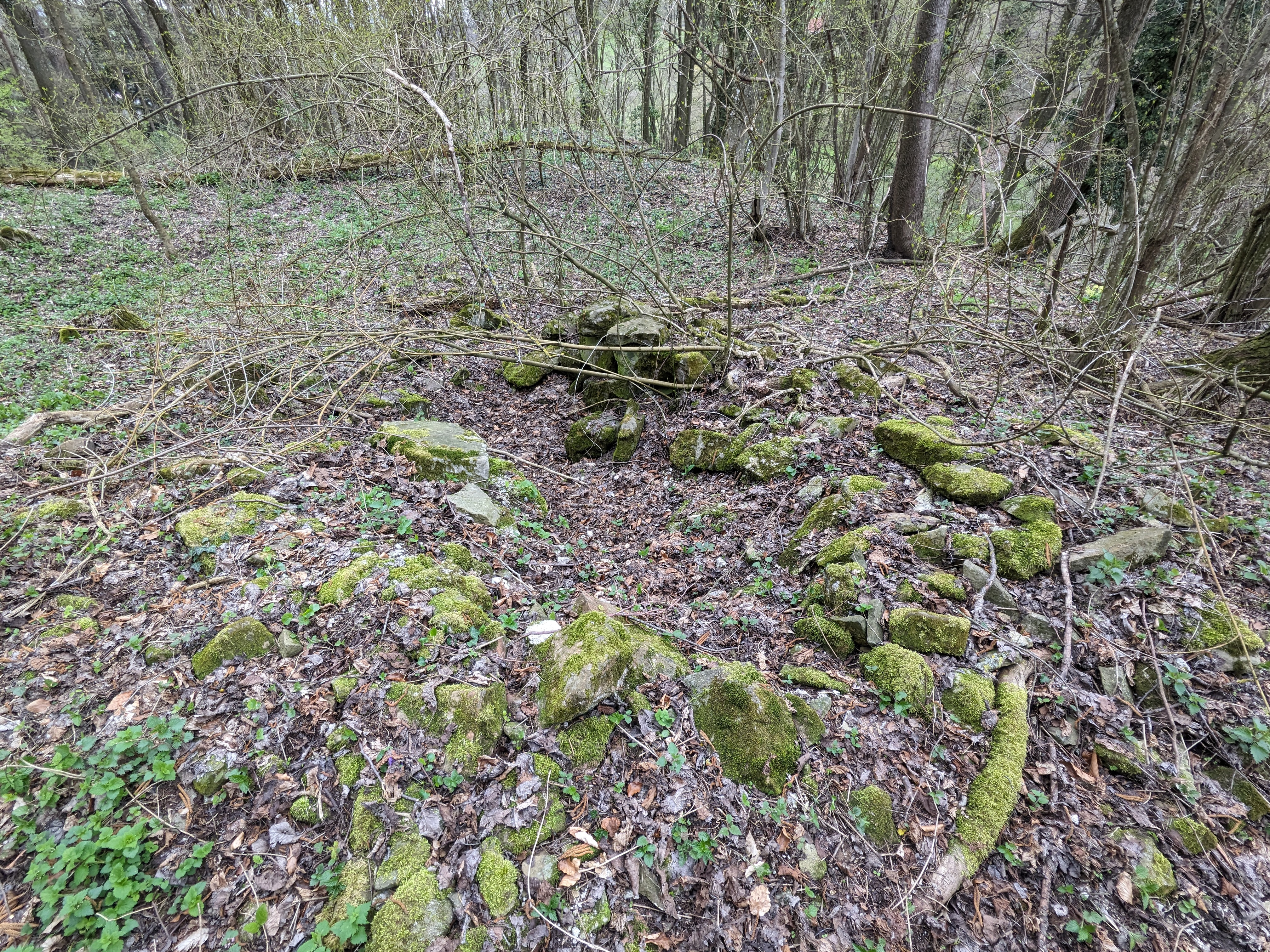
Kaum noch erkennbare Spuren der Altenburg

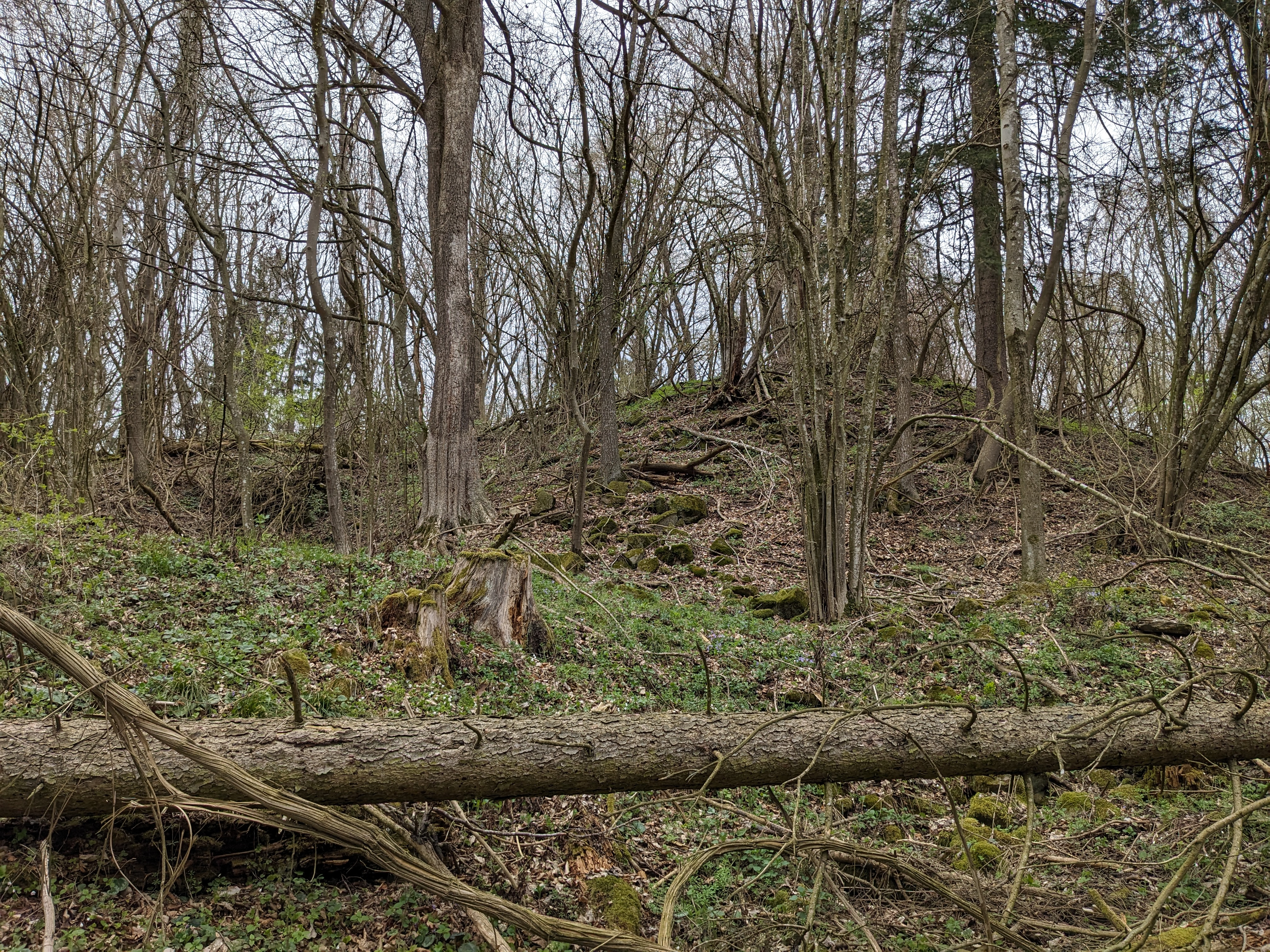
Lage der ehemaligen Altenburg